# Katja Ebbinghaus
Pour les articles homonymes, voir Ebbinghaus.
Katja Burgemeister (née le 1er juin 1948) est une joueuse de tennis allemande (ex-RFA), professionnelle dans les années 1970 et jusqu'en 1982. Elle demeure plus connue sous son nom de femme mariée, Katja Ebbinghaus.
En 1974, elle a atteint la finale du double dames à Roland-Garros aux côtés de Gail Chanfreau.
En simple, elle a joué deux fois les quarts de finale dans des épreuves du Grand Chelem : au French Open en 1974 et à l'US Open en 1975.
Avec la RFA, elle a enfin participé à deux reprises aux demi-finales de la Coupe de la Fédération, en 1973 et 1974.

## Palmarès (partiel)

### Titre en simple dames
| No | Date       | Nom et lieu du tournoi                     | Catégorie | Surface      | Finaliste      | Score    |          |
| -- | ---------- | ------------------------------------------ | --------- | ------------ | -------------- | -------- | -------- |
| 1  | 17-07-1972 | Head Cup Austrian Championships, Kitzbühel |           | Terre (ext.) | Marijke Jansen | 7-5, 6-3 | Parcours |

### Finales en simple dames
| No | Date       | Nom et lieu du tournoi        | Catégorie | Dotation | Surface         | Vainqueure      | Score         |          |
| -- | ---------- | ----------------------------- | --------- | -------- | --------------- | --------------- | ------------- | -------- |
| 1  | 26-03-1973 | Lady Gotham Classic, New York |           | 30 000 $ | Moquette (int.) | Chris Evert     | 6-0, 6-4      | Parcours |
| 2  | 07-10-1974 | Japan Open, Tokyo             |           | NC       | Moquette (int.) | Maria Bueno     | 3-6, 6-4, 6-3 |          |
| 3  | 11-07-1977 | Colgate Trophy, Kitzbühel     |           | NC       | Terre (ext.)    | Renáta Tomanová | 6-3, 7-5      |          |

### Titres en double dames
| No | Date       | Nom et lieu du tournoi                    | Catégorie | Surface      | Partenaire         | Finalistes                     | Score    |          |
| -- | ---------- | ----------------------------------------- | --------- | ------------ | ------------------ | ------------------------------ | -------- | -------- |
| 1  | 05-04-1971 | Monte Carlo Open Monte-Carlo              |           | Terre (ext.) | Betty Stöve        | Lucia Bassi Lea Pericoli       | 6-4, 6-3 | Parcours |
| 2  | 17-07-1972 | Head Cup Austrian Championships Kitzbühel |           | Terre (ext.) | Heide Schildknecht | Mandy Morgan Lucia Sarno       | 6-0, 6-1 | Parcours |
| 3  | 18-11-1974 | South American Championships Buenos Aires |           | Terre (ext.) | Helga Masthoff     | Beatriz Araujo Raquel Giscafré | 6-0, 6-1 |          |
| 4  | 12-04-1976 | Monte-Carlo Open Monte-Carlo              |           | Terre (ext.) | Helga Masthoff     | Rosie Darmon Gail Sherriff     | 6-3, 7-5 |          |

### Finales en double dames
| No | Date       | Nom et lieu du tournoi                 | Catégorie      | Dotation | Surface      | Vainqueures                    | Partenaire         | Score         |          |
| -- | ---------- | -------------------------------------- | -------------- | -------- | ------------ | ------------------------------ | ------------------ | ------------- | -------- |
| 1  | 26-07-1971 | Dutch Open Championships Hilversum     |                | NC       | Terre (ext.) | Christina Sandberg Betty Stöve | Trudy Groenman     | 6-1, 6-2      | Parcours |
| 2  | 03-06-1974 | Roland-Garros Paris                    | G. Chelem      | NC       | Terre (ext.) | Chris Evert Olga Morozova      | Gail Sherriff      | 6-4, 2-6, 6-1 | Parcours |
| 3  | 12-07-1976 | Head Cup Kitzbühel                     |                | NC       | Terre (ext.) | Helen Anliot Mimi Wikstedt     | Heidi Eisterlehner | 6-4, 2-6, 7-5 |          |
| 4  | 15-05-1978 | German Open Hambourg                   | Colgate Series | 35 000 $ | Terre (ext.) | Mima Jaušovec Virginia Ruzici  | Helga Masthoff     | 6-4, 5-7, 6-0 | Parcours |
| 5  | 20-11-1978 | Christchurch Invitational Christchurch |                | 35 000 $ | Gazon (ext.) | Lesley Hunt Sharon Walsh       | Sylvia Hanika      | 6-1, 7-5      | Parcours |

### Finale en double mixte
| No | Date       | Nom et lieu du tournoi | Catégorie | Surface      | Vainqueures                          | Partenaire          | Score    |          |
| -- | ---------- | ---------------------- | --------- | ------------ | ------------------------------------ | ------------------- | -------- | -------- |
| 1  | 20-05-1974 | German Open Hambourg   |           | Terre (ext.) | Heide Schildknecht Jürgen Fassbender | Hans-Jürgen Pohmann | 7-6, 6-3 | Parcours |

## Parcours en Grand Chelem

### En simple dames
| Année | Open d'Australie (janvier) | Open d'Australie (janvier) | Internationaux de France | Internationaux de France | Wimbledon       | Wimbledon        | US Open         | US Open          | Open d'Australie (décembre) | Open d'Australie (décembre) |
| ----- | -------------------------- | -------------------------- | ------------------------ | ------------------------ | --------------- | ---------------- | --------------- | ---------------- | --------------------------- | --------------------------- |
| 1969  | -                          | -                          | 1er tour (1/32)          | Rosie Casals             | -               | -                | -               | -                | n/a                         | n/a                         |
| 1970  | -                          | -                          | 2e tour (1/16)           | C. Sandberg              | -               | -                | -               | -                | n/a                         | n/a                         |
| 1971  | -                          | -                          | 2e tour (1/16)           | Laura Rossouw            | 2e tour (1/32)  | C. Sandberg      | -               | -                | n/a                         | n/a                         |
| 1972  | -                          | -                          | 1/4 de finale            | Helga Masthoff           | 1er tour (1/64) | Janet Newberry   | -               | -                | n/a                         | n/a                         |
| 1973  | -                          | -                          | 1/4 de finale            | Margaret Smith           | 1er tour (1/64) | Marita Redondo   | -               | -                | n/a                         | n/a                         |
| 1974  | -                          | -                          | 1/4 de finale            | Raquel Giscafré          | -               | -                | 3e tour (1/8)   | Evonne Goolagong | n/a                         | n/a                         |
| 1975  | -                          | -                          | 1er tour (1/32)          | Sue Barker               | -               | -                | 1/4 de finale   | Virginia Wade    | n/a                         | n/a                         |
| 1977  | 1/4 de finale              | Kerry Reid                 | 2e tour (1/16)           | Sue Mappin               | 3e tour (1/16)  | Greer Stevens    | 1er tour (1/64) | Sue Barker       | -                           | -                           |
| 1978  | n/a                        | n/a                        | 2e tour (1/16)           | Lesley Hunt              | 1er tour (1/64) | Dianne Fromholtz | 1er tour (1/64) | Wendy Turnbull   | -                           | -                           |
| 1979  | n/a                        | n/a                        | -                        | -                        | 1er tour (1/64) | Kay McDaniel     | -               | -                | -                           | -                           |

À droite du résultat, l’ultime adversaire.

### En double dames
| Année | Open d'Australie (janvier)  | Open d'Australie (janvier) | Internationaux de France      | Internationaux de France    | Wimbledon                   | Wimbledon                  | US Open                     | US Open                 | Open d'Australie (décembre) | Open d'Australie (décembre) |
| ----- | --------------------------- | -------------------------- | ----------------------------- | --------------------------- | --------------------------- | -------------------------- | --------------------------- | ----------------------- | --------------------------- | --------------------------- |
| 1969  | -                           | -                          | 2e tour (1/16) K. Seelbach    | K. Krantzcke K. Melville    | -                           | -                          | -                           | -                       | n/a                         | n/a                         |
| 1970  | -                           | -                          | 1er tour (1/32) Edith Winkens | P. Bartkowicz K. Krantzcke  | -                           | -                          | -                           | -                       | n/a                         | n/a                         |
| 1971  | -                           | -                          | -                             | -                           | 2e tour (1/16) T. Groenman  | Helen Gourlay Kerry Harris | -                           | -                       | n/a                         | n/a                         |
| 1972  | -                           | -                          | 1er tour (1/16) T. Groenman   | K. Kemmer K. Sawamatsu      | 1er tour (1/32) T. Groenman | E. Goolagong Nell Truman   | -                           | -                       | n/a                         | n/a                         |
| 1973  | -                           | -                          | 1/4 de finale H. Masthoff     | E. Birioukova Mona Schallau | 3e tour (1/8) T. Groenman   | Winnie Shaw Joyce Barclay  | -                           | -                       | n/a                         | n/a                         |
| 1974  | -                           | -                          | Finale Gail Sherriff          | Chris Evert Olga Morozova   | -                           | -                          | 1er tour (1/16) Kate Latham | Kathy May P. Teeguarden | n/a                         | n/a                         |
| 1977  | 1er tour (1/8) Eisterlehner | N. Gregory Jan Wilton      | 2e tour (1/8) H. Masthoff     | C. Sieler R. Giscafré       | -                           | -                          | -                           | -                       | -                           | -                           |
| 1978  | n/a                         | n/a                        | 1er tour (1/16) H. Masthoff   | Chris O'Neil Pam Whytcross  | -                           | -                          | -                           | -                       | -                           | -                           |

Sous le résultat, la partenaire ; à droite, l’ultime équipe adverse.

### En double mixte
| Année | Open d'Australie | Open d'Australie | Internationaux de France | Internationaux de France  | Wimbledon               | Wimbledon             | US Open | US Open |
| ----- | ---------------- | ---------------- | ------------------------ | ------------------------- | ----------------------- | --------------------- | ------- | ------- |
| 1969  | -                | -                | 2e tour (1/16) H. Plötz  | Gail Sherriff Donald Dell | -                       | -                     | -       | -       |
| 1972  | n/a              | n/a              | -                        | -                         | 2e tour (1/32) H. Plötz | M. Gengler Gene Scott | -       | -       |

Sous le résultat, le partenaire ; à droite, l’ultime équipe adverse.

## Parcours en Coupe de la Fédération
| #                                                                                      | Date       | Lieu                | Surface      | Gagnante(s)                         | Perdante(s)                        | Score         |          |
|                                                                                        |            |                     |              |                                     |                                    |               |          |
| 1970 - 2e tour (groupe mondial) - Allemagne de l'Ouest - Suisse - 3 : 0                |            |                     |              |                                     |                                    |               |          |
| 1                                                                                      | 20/05/1970 | Fribourg-en-Brisgau | Terre (ext.) | Katja Ebbinghaus Helga Schultze     | Rita Felix Marianne Kindler        | 6-2, 6-1      | Parcours |
|                                                                                        |            |                     |              |                                     |                                    |               |          |
| 1970 - 1/4 de finale (groupe mondial) - Allemagne de l'Ouest - France - 3 : 0          |            |                     |              |                                     |                                    |               |          |
| 2                                                                                      | 22/05/1970 | Fribourg-en-Brisgau | Terre (ext.) | Katja Ebbinghaus Helga Schultze     | Odile de Roubin Christiane Spinoza | 6-1, 6-4      | Parcours |
|                                                                                        |            |                     |              |                                     |                                    |               |          |
| 1972 - 1er tour (groupe mondial) - Allemagne de l'Ouest - Grèce - 3 : 0                |            |                     |              |                                     |                                    |               |          |
| 3                                                                                      | 20/03/1972 | Johannesburg        | Dur (ext.)   | Katja Ebbinghaus                    | Dionissia Asteri                   | 8-6, 10-8     | Parcours |
|                                                                                        |            |                     |              |                                     |                                    |               |          |
| 1972 - 2e tour (groupe mondial) - Allemagne de l'Ouest - Irlande - 2 : 1               |            |                     |              |                                     |                                    |               |          |
| 4                                                                                      | 21/03/1972 | Johannesburg        | Dur (ext.)   | Susan Minford                       | Katja Ebbinghaus                   | 6-3, 4-6, 6-4 | Parcours |
|                                                                                        |            |                     |              |                                     |                                    |               |          |
| 1973 - 2e tour (groupe mondial) - Allemagne de l'Ouest - Espagne - 3 : 0               |            |                     |              |                                     |                                    |               |          |
| 5                                                                                      | 02/05/1973 | Bad Homburg         | Terre (ext.) | Katja Ebbinghaus                    | Carmen Perea-Alcala                | 6-8, 6-0, 6-2 | Parcours |
|                                                                                        |            |                     |              |                                     |                                    |               |          |
| 1973 - 1/4 de finale (groupe mondial) - Allemagne de l'Ouest - États-Unis - 3 : 0      |            |                     |              |                                     |                                    |               |          |
| 6                                                                                      | 04/05/1973 | Bad Homburg         | Terre (ext.) | Katja Ebbinghaus                    | Patti Hogan                        | 6-4, 6-1      | Parcours |
|                                                                                        |            |                     |              |                                     |                                    |               |          |
| 1973 - 1/2 finale (groupe mondial) - Allemagne de l'Ouest - Australie - 0 : 3          |            |                     |              |                                     |                                    |               |          |
| 7                                                                                      | 05/05/1973 | Bad Homburg         | Terre (ext.) | Patricia Coleman                    | Katja Ebbinghaus                   | 6-3, 6-2      | Parcours |
|                                                                                        |            |                     |              |                                     |                                    |               |          |
| 1974 - 1er tour (groupe mondial) - Allemagne de l'Ouest - Canada - 3 : 0               |            |                     |              |                                     |                                    |               |          |
| 8                                                                                      | 13/05/1974 | Naples              | Terre (ext.) | Katja Ebbinghaus Helga Masthoff     | Andrée Martin Jane O'Hara          | 6-3, 6-1      | Parcours |
|                                                                                        |            |                     |              |                                     |                                    |               |          |
| 1974 - 2e tour (groupe mondial) - Allemagne de l'Ouest - Espagne - 2 : 0               |            |                     |              |                                     |                                    |               |          |
| 9                                                                                      | 13/05/1974 | Naples              | Terre (ext.) | Katja Ebbinghaus                    | Baldovinos-Cibeira                 | 7-5, 6-4      | Parcours |
|                                                                                        |            |                     |              |                                     |                                    |               |          |
| 1974 - 1/4 de finale (groupe mondial) - Allemagne de l'Ouest - Roumanie - 3 : 0        |            |                     |              |                                     |                                    |               |          |
| 10                                                                                     | 13/05/1974 | Naples              | Terre (ext.) | Katja Ebbinghaus Helga Masthoff     | Judith Gohn Virginia Ruzici        | 6-3, 1-6, 6-3 | Parcours |
|                                                                                        |            |                     |              |                                     |                                    |               |          |
| 1974 - 1/2 finale (groupe mondial) - Allemagne de l'Ouest - États-Unis - 1 : 2         |            |                     |              |                                     |                                    |               |          |
| 11                                                                                     | 13/05/1974 | Naples              | Terre (ext.) | Julie Heldman Sharon Walsh          | Katja Ebbinghaus Helga Masthoff    | 3-6, 6-4, 6-1 | Parcours |
|                                                                                        |            |                     |              |                                     |                                    |               |          |
| 1975 - 1er tour (groupe mondial) - Allemagne de l'Ouest - Danemark - 2 : 0             |            |                     |              |                                     |                                    |               |          |
| 12                                                                                     | 05/05/1975 | Aix-en-Provence     | Terre (ext.) | Katja Ebbinghaus                    | Helle Sparre-Viragh                | 7-5, 6-1      | Parcours |
|                                                                                        |            |                     |              |                                     |                                    |               |          |
| 1975 - 2e tour (groupe mondial) - Allemagne de l'Ouest - Argentine - 2 : 1             |            |                     |              |                                     |                                    |               |          |
| 13                                                                                     | 05/05/1975 | Aix-en-Provence     | Terre (ext.) | Katja Ebbinghaus                    | Beatriz Araujo                     | 6-2, 6-2      | Parcours |
| 13                                                                                     | 05/05/1975 | Aix-en-Provence     | Terre (ext.) | Katja Ebbinghaus Helga Masthoff     | Beatriz Araujo Raquel Giscafré     | 6-2, 1-6, 7-5 | Parcours |
|                                                                                        |            |                     |              |                                     |                                    |               |          |
| 1975 - 1/4 de finale (groupe mondial) - Tchécoslovaquie - Allemagne de l'Ouest - 2 : 1 |            |                     |              |                                     |                                    |               |          |
| 14                                                                                     | 05/05/1975 | Aix-en-Provence     | Terre (ext.) | Katja Ebbinghaus                    | Renáta Tomanová                    | 2-6, 6-2, 6-4 | Parcours |
| 14                                                                                     | 05/05/1975 | Aix-en-Provence     | Terre (ext.) | Martina Navrátilová Renáta Tomanová | Katja Ebbinghaus Helga Masthoff    | 7-5, 6-1      | Parcours |
|                                                                                        |            |                     |              |                                     |                                    |               |          |
| 1977 - 1er tour (groupe mondial) - Espagne - Allemagne de l'Ouest - 0 : 3              |            |                     |              |                                     |                                    |               |          |
| 15                                                                                     | 13/06/1977 | Eastbourne          | Herbe (ext.) | Katja Ebbinghaus                    | Baldovinos-Cibeira                 | 6-3, 6-0      | Parcours |
| 15                                                                                     | 13/06/1977 | Eastbourne          | Herbe (ext.) | Katja Ebbinghaus Helga Masthoff     | Monica Alvarez Carmen Coronado     | 6-3, 6-2      | Parcours |
|                                                                                        |            |                     |              |                                     |                                    |               |          |
| 1977 - 2e tour (groupe mondial) - Canada - Allemagne de l'Ouest - 0 : 3                |            |                     |              |                                     |                                    |               |          |
| 16                                                                                     | 13/06/1977 | Eastbourne          | Herbe (ext.) | Katja Ebbinghaus                    | Barbara Brankovska                 | 6-3, 6-0      | Parcours |
| 16                                                                                     | 13/06/1977 | Eastbourne          | Herbe (ext.) | Katja Ebbinghaus Helga Masthoff     | Marjorie Blackwood Lisette Senn    | 6-4, 4-6, 8-6 | Parcours |
|                                                                                        |            |                     |              |                                     |                                    |               |          |
| 1977 - 1/4 de finale (groupe mondial) - Allemagne de l'Ouest - Australie - 1 : 2       |            |                     |              |                                     |                                    |               |          |
| 17                                                                                     | 13/06/1977 | Eastbourne          | Herbe (ext.) | Katja Ebbinghaus                    | Dianne Fromholtz                   | 4-6, 6-0, 6-4 | Parcours |
| 17                                                                                     | 13/06/1977 | Eastbourne          | Herbe (ext.) | Kerry Reid Wendy Turnbull           | Katja Ebbinghaus Helga Masthoff    | 2-6, 6-3, 6-3 | Parcours |
|                                                                                        |            |                     |              |                                     |                                    |               |          |
| 1978 - 1er tour (groupe mondial) - Allemagne de l'Ouest - Brésil - 3 : 0               |            |                     |              |                                     |                                    |               |          |
| 18                                                                                     | 27/11/1978 | Melbourne           |              | Katja Ebbinghaus Sylvia Hanika      | Vera-Lucia Giugni Pat Medrado      | 6-3, 6-4      | Parcours |
|                                                                                        |            |                     |              |                                     |                                    |               |          |
| 1978 - 2e tour (groupe mondial) - Grande-Bretagne - Allemagne de l'Ouest - 2 : 1       |            |                     |              |                                     |                                    |               |          |
| 19                                                                                     | 27/11/1978 | Melbourne           |              | Sue Barker Virginia Wade            | Katja Ebbinghaus Sylvia Hanika     | 6-3, 6-0      | Parcours |
|                                                                                        |            |                     |              |                                     |                                    |               |          |
| 1979 - 1er tour (groupe mondial) - Allemagne de l'Ouest - Corée du Sud - 3 : 0         |            |                     |              |                                     |                                    |               |          |
| 20                                                                                     | 30/04/1979 | Madrid              | Terre (ext.) | Katja Ebbinghaus Sylvia Hanika      | Duk-Hee Lee Lee Soon-oh            | 6-1, 7-5      | Parcours |
|                                                                                        |            |                     |              |                                     |                                    |               |          |
| 1979 - 2e tour (groupe mondial) - États-Unis - Allemagne de l'Ouest - 3 : 0            |            |                     |              |                                     |                                    |               |          |
| 21                                                                                     | 30/04/1979 | Madrid              | Terre (ext.) | Rosie Casals Chris Evert            | Katja Ebbinghaus Sylvia Hanika     | 6-1, 6-4      | Parcours |